# Фиџи на Светском првенству у атлетици на отвореном 2013.
Фиџи је на Светском првенству у атлетици на отвореном 2013. одржаном у Москви од 10. до 18. августа, учествовао четрнаести пут, односно учествовао је на свим светским првенствима на отвореном до данас. Репрезентацију Фиџија су представљала два атлетичара, који су се такмичили у три дисциплине..
На овом првенству представници Фиџија нису освојили ниједну медаљу, није било националних рекорда, једино је два пута постављен лични рекорд сезоне.

## Учесници
Мушкарци:
- Ratu Banuve Tabakaucoro — 100 м и 200 м
- Лесли Копланд — Бацање копља

## Резултати

### Мушкарци
| Атлетичар               | Дисциплина   | Лични рекорд | Предтакмичење | Предтакмичење | Квалификације  | Квалификације  | Полуфинале           | Полуфинале           | Финале               | Финале         | Детаљи |
| Атлетичар               | Дисциплина   | Лични рекорд | Резултат      | Место         | Резултат       | Место          | Резултат             | Место                | Резултат             | Место          | Детаљи |
| ----------------------- | ------------ | ------------ | ------------- | ------------- | -------------- | -------------- | -------------------- | -------------------- | -------------------- | -------------- | ------ |
| Ratu Banuve Tabakaucoro | 100 м        | 10,46        | 10,53 ЛРС     | 2. у гр. 3 КВ | 10,53 =ЛРС     | 7. у гр. 6     | Није се квалификовао | Није се квалификовао | Није се квалификовао | 48 / 75        |        |
| Ratu Banuve Tabakaucoro | 200 м        | 21,19        |               |               | Није стартовао | Није стартовао | Није стартовао       | Није стартовао       | Није стартовао       | Није стартовао |        |
| Лесли Копланд           | бацање копља | 80,45 НР     | 72,30         | 16 у гр. Б    |                |                | Није се квалификовао | 33 / 33              |                      |                |        |